# Cassuéjouls
Cassuéjouls (okzitanisch Cassuèjols) ist eine französische Gemeinde mit 106 Einwohnern (Stand 1. Januar 2022) im Département Aveyron der Region Okzitanien (vor 2016 Midi-Pyrénées); sie gehört zum Arrondissement Rodez und zum Kanton Aubrac et Carladez. Die Einwohner werden Cassuéjouliens genannt.

## Geographie
Cassuéjouls liegt etwa 45 Kilometer nordnordöstlich von Rodez in der Landschaft Aubrac im Zentralmassiv. Das Gemeindegebiet gehört zum Regionalen Naturpark Aubrac. Umgeben wird Cassuéjouls von den Nachbargemeinden Argences en Aubrac im Westen, Norden und Osten, Laguiole im Südosten und Süden, Soulages-Bonneval im Süden und Südwesten sowie Huparlac im Südwesten und Westen.

## Bevölkerungsentwicklung
| Jahr                       | 1962 | 1968 | 1975 | 1982 | 1990 | 1999 | 2006 | 2019 |
| Einwohner                  | 234  | 214  | 186  | 163  | 152  | 153  | 141  | 106  |
| Quellen: Cassini und INSEE |      |      |      |      |      |      |      |      |

## Sehenswürdigkeiten
- Kirche Saint-Cyr et Sainte-Julitte aus dem 15. Jahrhundert, Monument historique seit 1927

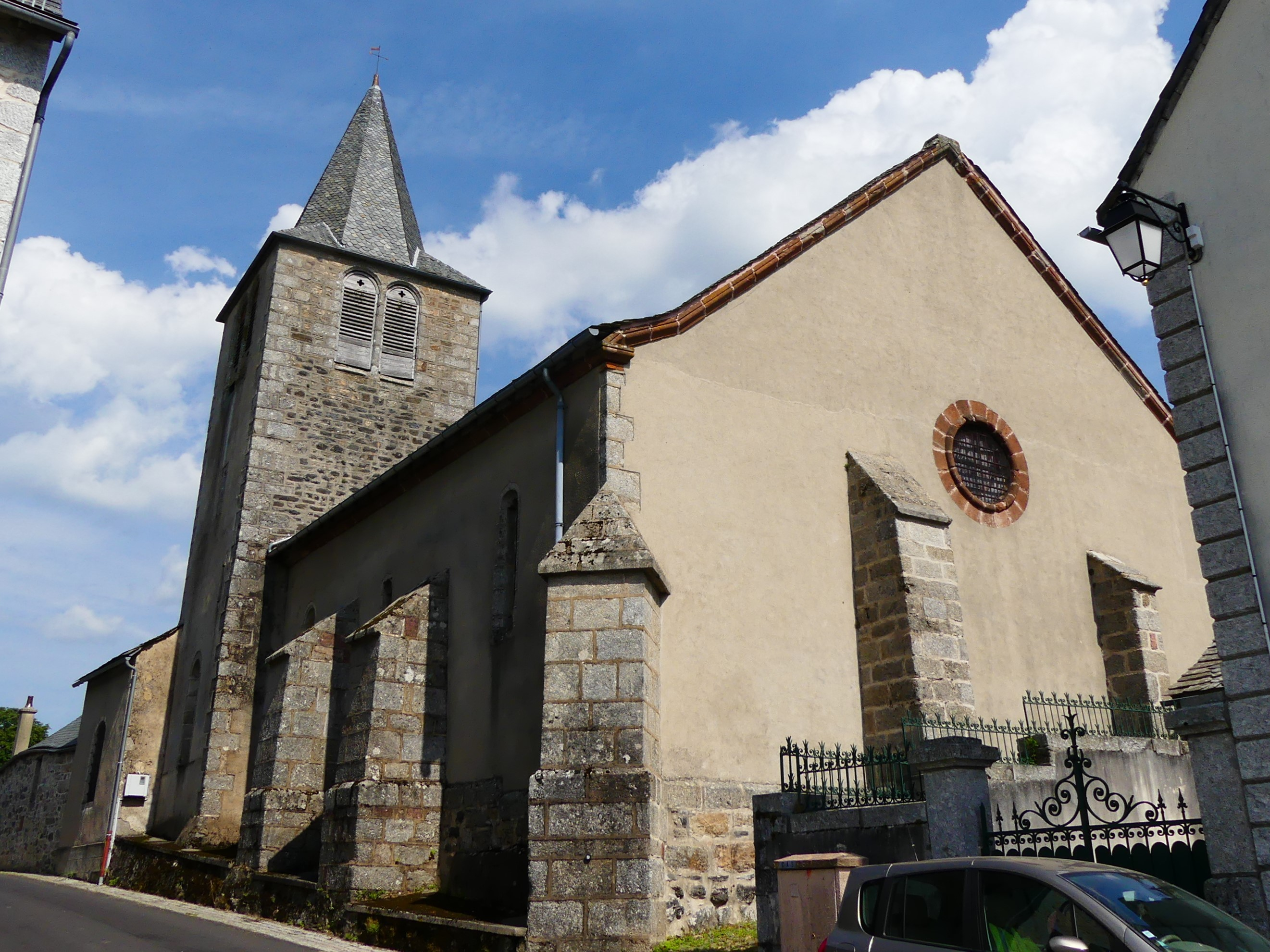
Kirche Saint-Cyr et Sainte-Julitte
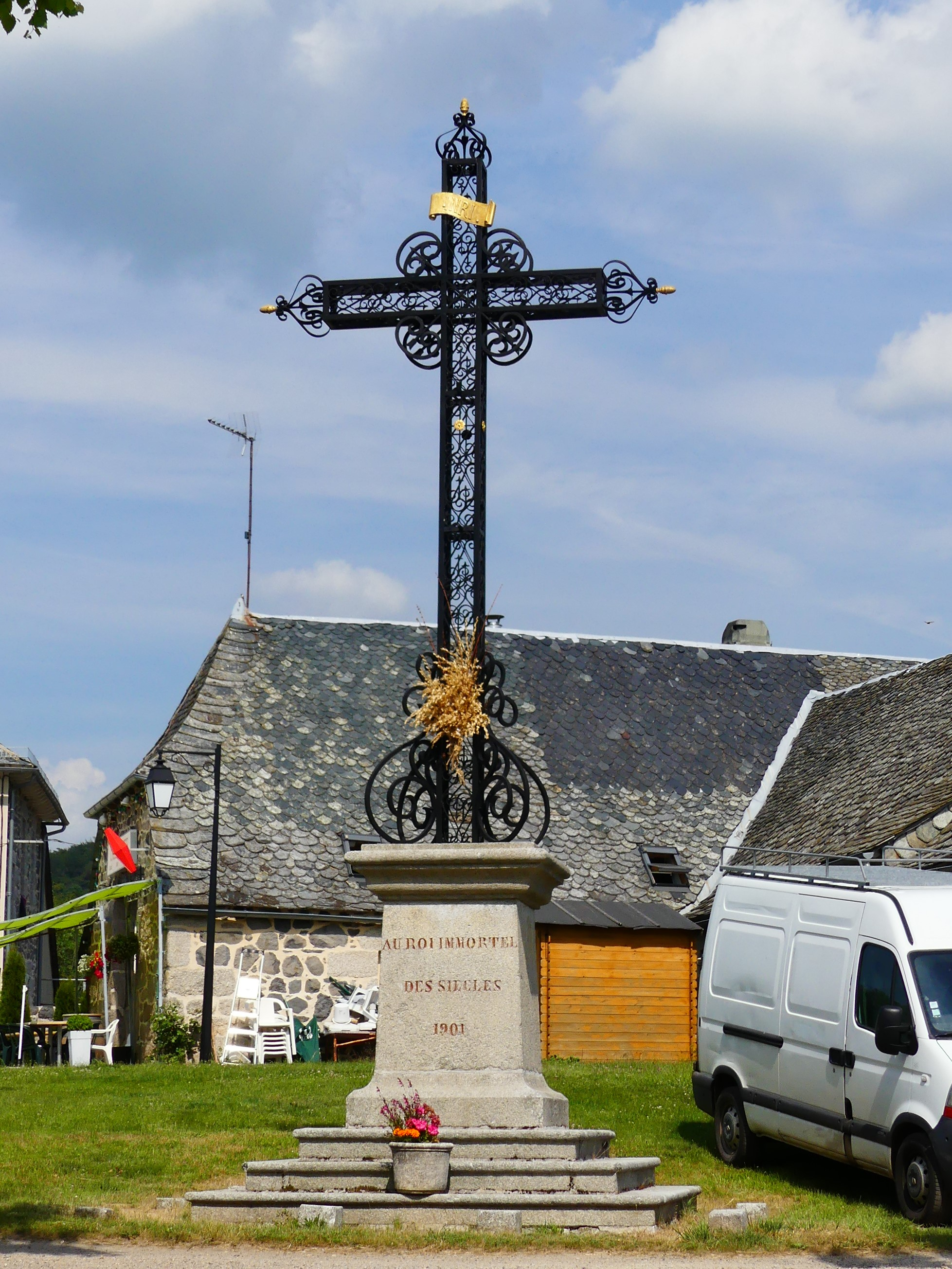
Kreuz am ehemaligen Friedhof
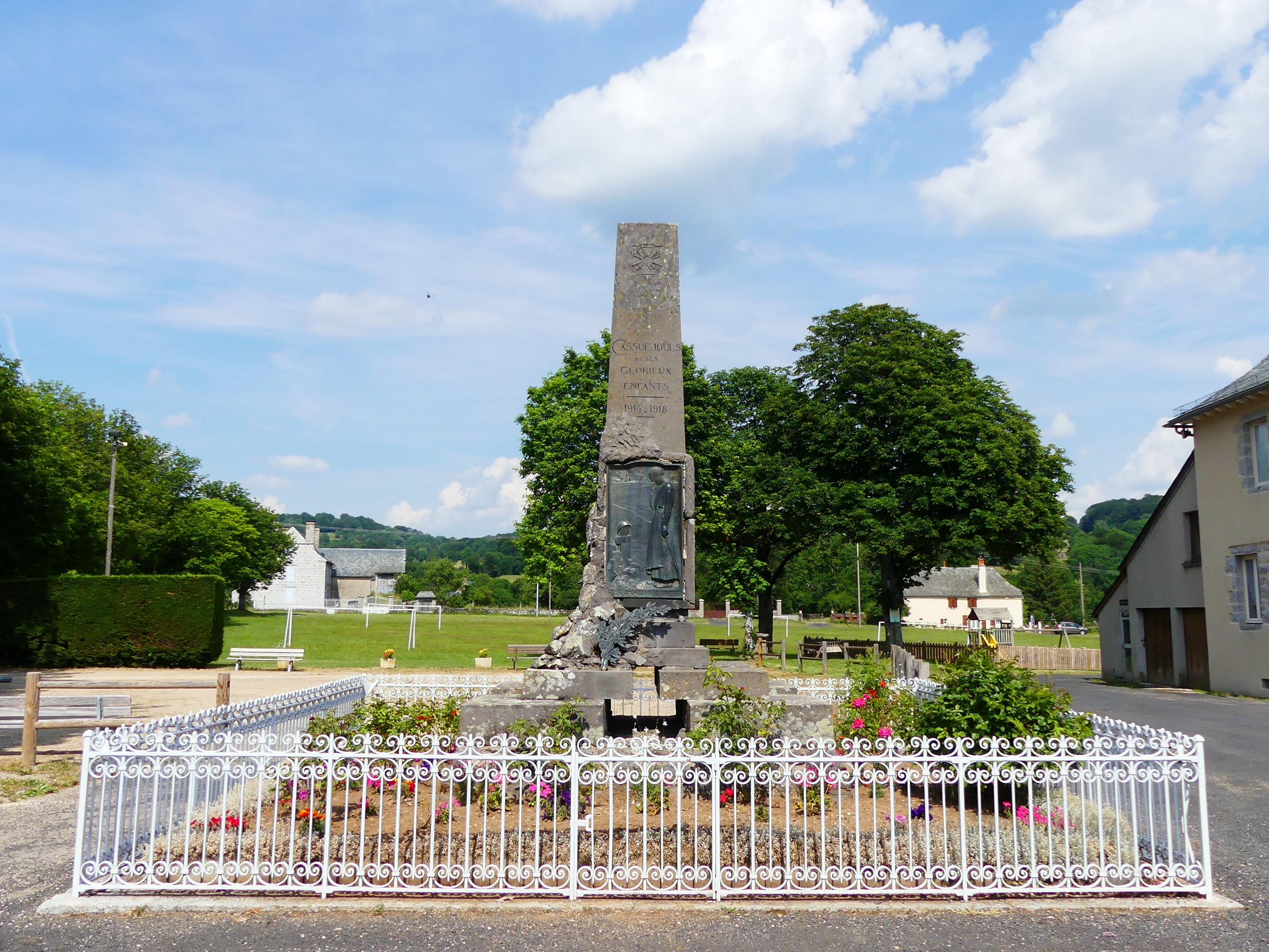
Gefallenendenkmal